# 韦迪 (亚美尼亚)
韦迪（羅馬化：Vedi），是亚美尼亚亞拉拉特州韦迪市镇的城镇及其行政中心。该镇位于韦迪河畔，葉里溫南边35公里处及州府阿爾塔沙特东南18公里处。2011年人口普查时该镇的人口数量为11,384人。2016年官方估计的人口数量为10,600人。

## 辞源
该镇名字韦迪来源于阿拉伯语单词（‎），意为“河谷”。该名字有可能是经波斯语输入至亚美尼亚语的。该镇旁边河流的名字也是韦迪河。该镇有时被称为“上韦迪”（Verin Vedi）。1946年时正式定名为“韦迪”。

## 图集

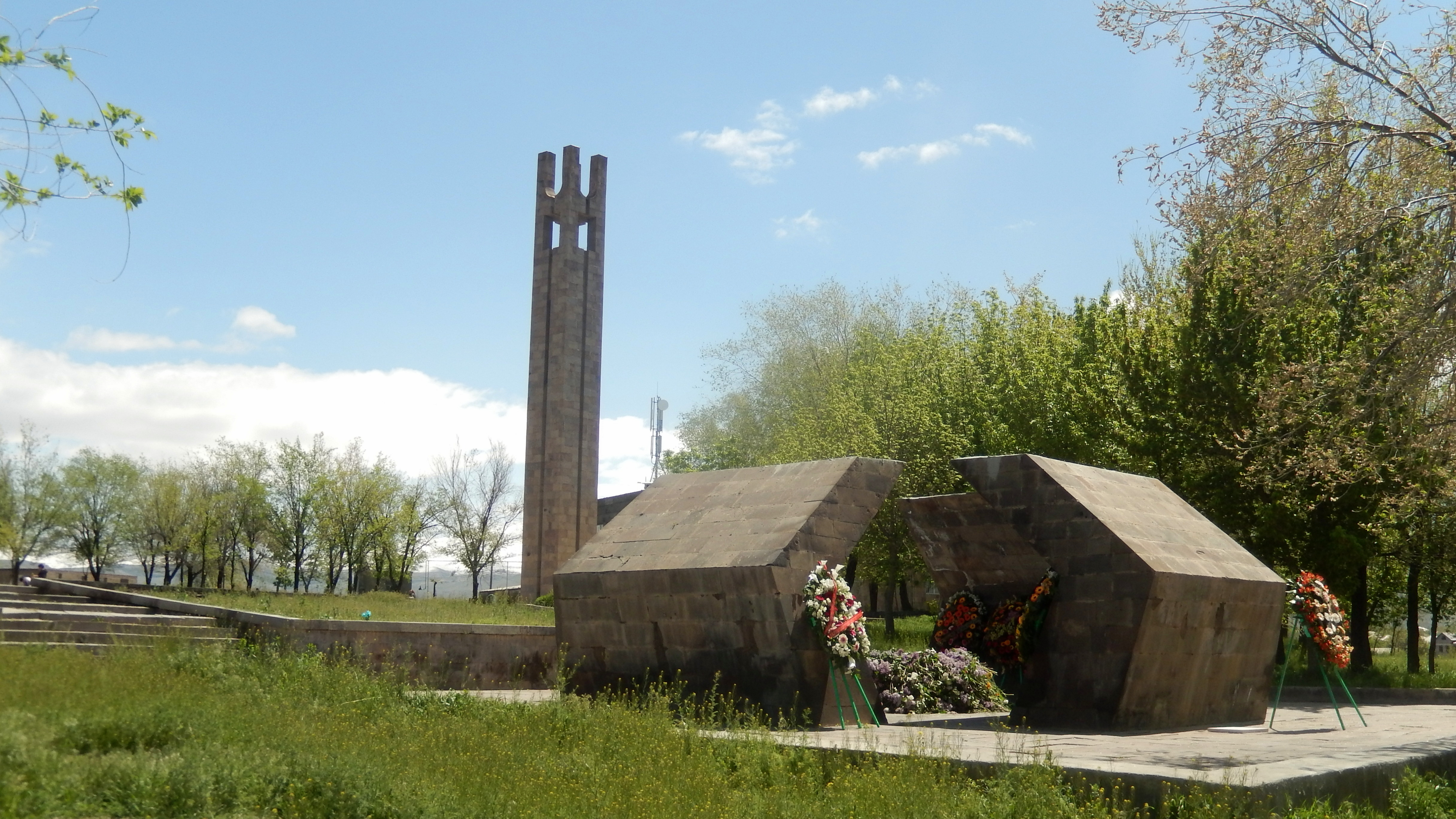
种族大屠杀纪念碑
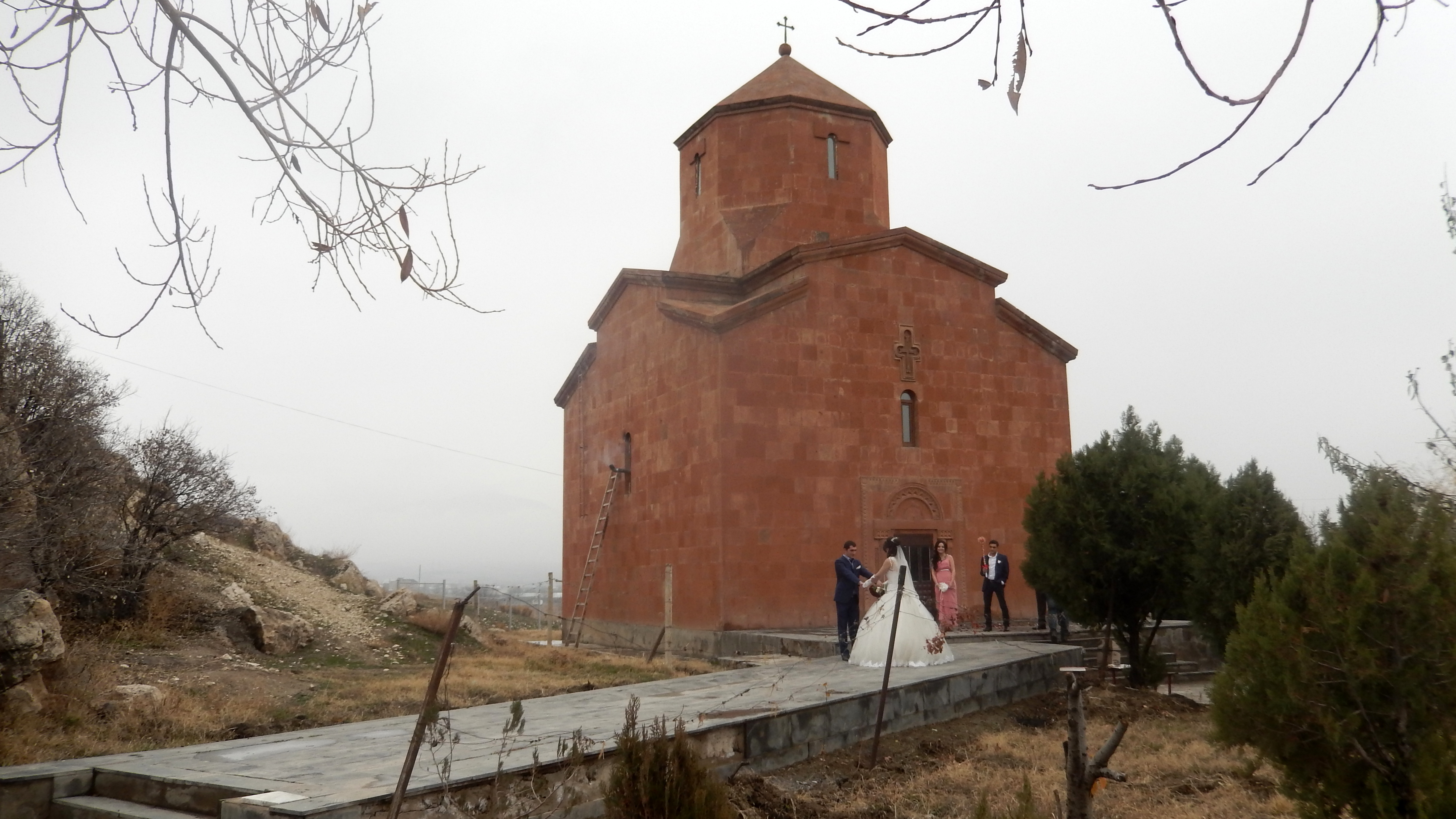
教堂
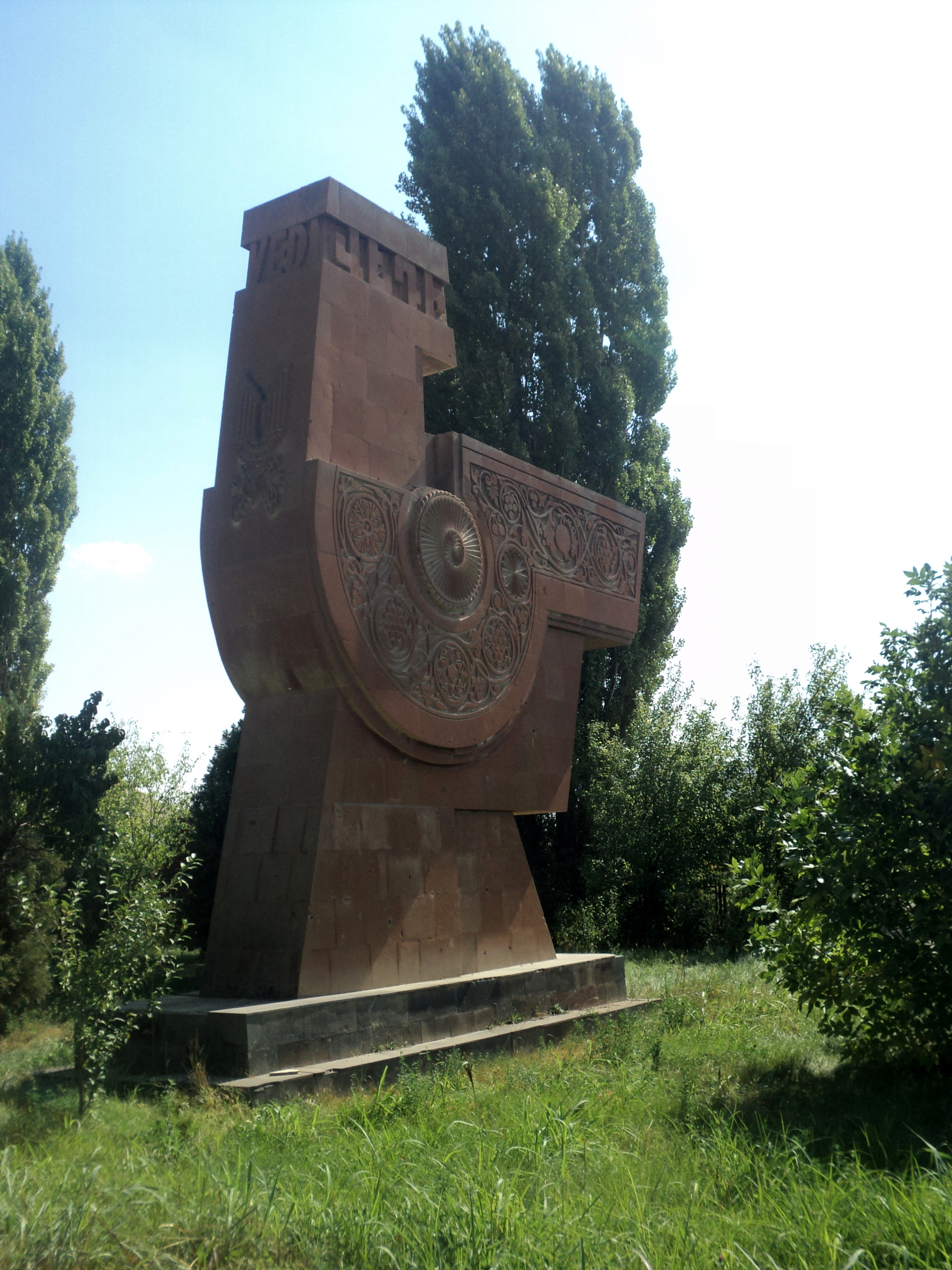
北边城镇入口处的韦迪镇的标志
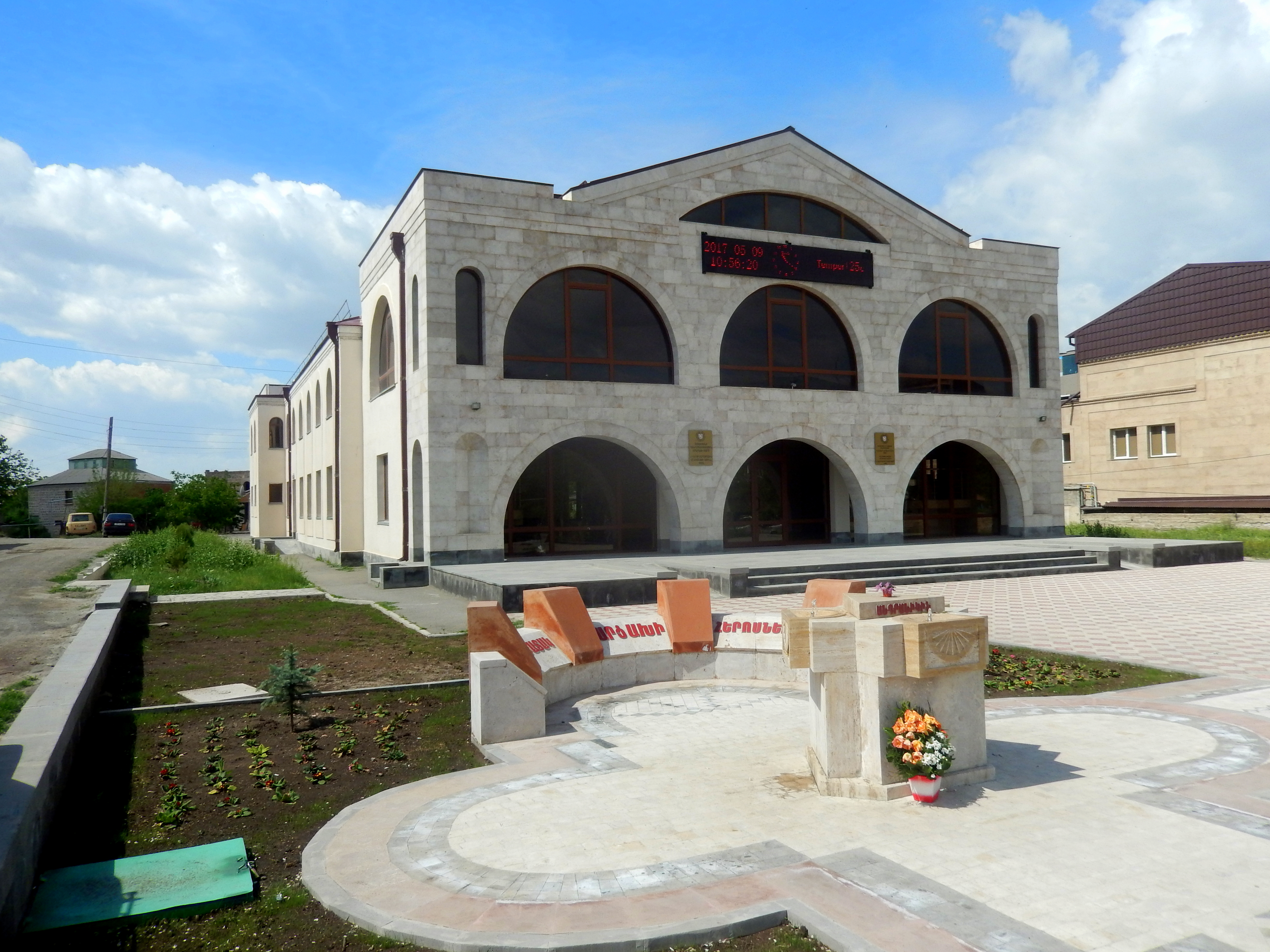
文化宫